# Frigyesi Réka
Frigyesi Réka Csenge (Budapest, 1996. június 21. —) magyar kézilabdázó és strandkézilabdázó.

## Sportpályafutása
Gimnáziumi évei alatt lett igazolt kézilabdázó. Nevelő egyesülete a Dunakeszi Kinizsi volt, edzői: Povázsay György, Kalmár Mónika és Temesvári István. Serdülőként már a területi válogatottban is játszott, majd ifjúsági játékosként folytatta a Pest megyei bajnokságban. Varga Márta egykori válogatott hívására átigazolt a Vasas SC-be, ahol az NBI/B ifjúsági csapat játékosa lett. A csapattal a női Országos Ifjúsági Kupában és a női Országos  Junior Kupában is szerepelt. Kettős játékengedéllyel a Vecsés Kombi Express női felnőtt csapatát is erősítette, akikkel a 2012/13 szezonban NBII osztályban bronzérmet szerzett. Egy nyári edzőtáborozás során ismerkedett meg a strandkézilabdával, majd elkezdett játszani Szűcs László csapatában a Diszkó Dívák között. A magyar bajnokságban szerepeltek, amikor felfigyelt rá Gróz János, a Szentendre és a válogatott vezetőedzője. Átigazolt a Szentendrei NKE teremkézilabda csapatához, és a strandkézilabdát is itt folytatta. Bekerült a magyar női utánpótlás-válogatottba balszélső poszton, és 2014-ben Spanyolországban, Lorcában az első ifjúsági Európa-bajnokságán aranyérmet szerzett, és ő lett az EB gólkirálynője.2015-ben Spanyolországban, Lloret de Marban a junior Európa-bajnokságon már második Európa-bajnoki címét szerezte meg, harmadszorra 2015-ben Spanyolországban, Lloret de Marban Európa-bajnoki győzelme már a felnőtt korosztályban következett.

2015-ben nemzeti bajnokságot nyert a Multichem Szentendrei NKE csapatával, 2016-ban az Agenta Girls csapatával, 2017-ben a Multichem Szentendrei NKE csapatával.
2015 Spanyolországban, Gran Canárián Bajnokok Kupája (EBT Masters) győzelem, 2016-ban ugyanott Bajnokok Kupája (EBT Masters) második hely, 2019-ben Romániában, Nagybányán Bajnokok Kupája (EBT Masters) 11. hely. Beugróként játszott az OVB Beach Girls csapatában is. A strandkézilabdát a Lady Bugs és a Lupa Lake csapatában folytatta.

## Élete
Civil életét a Dunakeszi Radnóti Miklós Gimnázium elvégzése után a Budapesti Gazdaságtudományi Egyetem gazdaság-informatika szakán folytatta. A mesterképzést a Budapesti Corvinus Egyetemen végezte el. Gyakorlati idejét a Groupama Biztosítónál töltötte, szakdolgozatának témáját is ezzel kapcsolatban választotta, jelenleg (2025) is a biztosítónál dolgozik.